# Juegos Iberoamericanos de atletismo
Los Juegos Iberoamericanos (JJ. II.) fueron un evento deportivo que reunió a atletas de diecinueve de los países de habla española y portuguesa de América y Europa, del cual se celebraron dos ediciones entre los años 1960 y 1962.

## Ediciones
| Edición | Año  | Ciudad   | País   | Fecha         | Sede                    | Países | Atletas | Eventos |
| ------- | ---- | -------- | ------ | ------------- | ----------------------- | ------ | ------- | ------- |
| I       | 1960 | Santiago | Chile  | 11-16 octubre | Estadio Nacional        | 15     | 325     | 31      |
| II      | 1962 | Madrid   | España | 7-12 octubre  | Estadio de Vallehermoso | 17     | 349     | 31      |

## Países miembros de la CID de los Juegos Iberoamericanos
A continuación, los países miembros de la CID participantes junto al código COI de cada uno:
- Argentina (ARG)
- Bolivia (BOL)
- Brasil (BRA)
- Chile (CHI)
- Colombia (COL)
- Costa Rica (CRI)
- Cuba (CUB)
- Ecuador (ECU)
- El Salvador (ESA)
- España (ESP)
- Guatemala (GUA)
- Honduras (HON)
- México (MEX)
- Nicaragua (NIC)
- Panamá (PAN)
- Paraguay (PAR)
- Perú (PER)
- Portugal (POR)
- Puerto Rico (PUR)
- República Dominicana (DOM)
- Uruguay (URU)
- Venezuela (VEN)